# آنا گرین
آنا گرین (متولد ۲۰ اوت ۱۹۹۰) فوتبالیست تیم ملی فوتبال زنان نیوزیلند است که برای باشگاه مالباکنز در دامالسونسکان بازی می کند.
او همچنین برای باشگاه های تری کینگز یونایتد (لیگ ای اس بی) وآدلاید یونایتد و سیدنی (لیگ فوتبال زنان استرالیا) و لوکوموتیو لایپزیگ (بوندسلیگا) بازی کرده است.